# Jonas Wind
Jonas Older Wind, danski nogometaš, * 7. februar 1999, Hvidovre, Danska.
Jonas Wind je danski profesionalni nogometaš, ki nastopa kot napadalec Wolfsburga in danske reprezentance.  Je sin nekdanjega vratarja Pera Winda.

## Kariera

### FC Kopenhagen
Julija 2012 je bil Wind sprejet v šolo odličnosti FC Kopenhagen. Do leta 2018 je igral za klubske ekipe U17, U18 in U19. Tu je v sezoni 2014/15 dosegel devet golov za U17, postal najboljši strelec lige U17 in za moštvo FCK U17 v letih 2015–16 z 28 goli na 24 tekmah. V letih 2016–17 je bil tretji igralec v ligi U19.

## Mednarodna kariera
7. oktobra 2020 je Wind mednarodno debitiral v prijateljski zmagi s Ferskimi otoki s 4: 0 .  25. maja 2021 ga je trener Kasper Hjulmand poklical na UEFA Euro 2020 . 
| Klub           | Sezona         | Liga           | Liga       | Liga  | Državni pokal | Državni pokal | Celinski          | Celinski | Skupaj     | Skupaj |
| Klub           | Sezona         | Divizija       | Aplikacije | Cilji | Aplikacije    | Cilji         | Aplikacije        | Cilji    | Aplikacije | Cilji  |
| -------------- | -------------- | -------------- | ---------- | ----- | ------------- | ------------- | ----------------- | -------- | ---------- | ------ |
| Kopenhagen     | 2017–18        | Superliga      | 10.        | 2.    | 0             | 0             | 1                 | 0        | 11.        | 2.     |
| Kopenhagen     | 2018–19        | Superliga      | 21.        | 6.    | 1.            | 0             | 2 [lower-alpha 1] | 0        | 24.        | 6.     |
| Kopenhagen     | 2019–20        | Superliga      | 13.        | 7.    | 0             | 0             | 6                 | 3.       | 19.        | 10.    |
| Kopenhagen     | 2020–21        | Superliga      | 28.        | 15.   | 1.            | 0             | 3 [lower-alpha 1] | 2.       | 32         | 17.    |
| Kariera skupaj | Kariera skupaj | Kariera skupaj | 72         | 30.   | 2.            | 0             | 12.               | 5.       | 86         | 35     |

### Mednarodni
Datum: odigrane tekme 7. julija 2021.
| Reprezentanca | Leto   | Aplikacije | Cilji |
| ------------- | ------ | ---------- | ----- |
| Danska        | 2020   | 4.         | 2.    |
| Danska        | 2021   | 5.         | 1.    |
| Skupaj        | Skupaj | 9.         | 3.    |

| Ne | Datum             | Prizorišče                             | Pokrovček | Nasprotnik            | Rezultat | Rezultat | Tekmovanje                                    |
| -- | ----------------- | -------------------------------------- | --------- | --------------------- | -------- | -------- | --------------------------------------------- |
| 1. | 11. november 2020 | Stadion Brøndby, Brøndbyvester, Danska | 2.        | Švedska</img> Švedska | 1–0      | 2–0      | Prijazno                                      |
| 2. | 18. november 2020 | Den Dreef, Leuven, Belgija             | 4.        | Belgija</img> Belgija | 1–1      | 2–4      | 2020–21 Liga narodov UEFA A                   |
| 3. | 25. marec 2021    | Stadion Bloomfield, Tel Aviv, Izrael   | 5.        | Izrael</img> Izrael   | 2–0      | 2–0      | Kvalifikacije za svetovno prvenstvo FIFA 2022 |